# Enuma Anu Enlil
Enuma Anu Enlil (traduzione letterale I giorni di Anu e Enlil), è un registro di fenomeni astronomici risalenti al XVII secolo a.C., scoperto nel 1846 in quella che era la biblioteca di Assurbanipal, re assiro del VII secolo a.C., a Ninive. Esso riporta fenomeni astronomici e meteorologici, in particolare le fasi del pianeta Venere.
Gli studiosi ritengono che tale opera avesse lo scopo di riportare dei fenomeni naturali allo scopo di studiarli per ricavarne dei presagi e delle previsioni astrologiche.
Attualmente meno della metà della serie è stata pubblicata e tradotta in inglese. Le tavolette dell'eclissi lunare (tavolette 15-22) sono state traslitterate e tradotte in:
- Erica Reiner, David Pingree, Babylonian Planetary Omens, Malibu, California, Undena Publications, 1975-2005, 4 volumi.
- Francesca Rochberg Aspects of Babylonian Celestial Divination: The Lunar Eclipse Tablets of Enūma Anu Enlil, Horn (Austria) Verlag Ferdinand Berger & Söhne, 1989.

I presagi solari (tavolette 23-30) sono stati pubblicati nel volume:
- Wilfred H. Van Soldt, Solar Omens of Enuma Anu Enlil: Tablets 23/24 - 29/30, Leiden, Nederlands Instituut voor het Nabije Oosten 1995.

La prima parte dei presagi lunari (tavolette 1–6) è stata tradotta in italiano:
- Lorenzo Verderame, Le tavole I-VI della serie astrologica Enūma Anu Enlil, Messina, Di.Sc.A.M.- Dipartimento di Scienze dell'Antichità Università di Messina, 2002

Le tavolette 44-49 sono state pubblicate in:
- Erlend Gehlken, Weather Omens of Enuma Anu Enlil: Thunderstorms, Wind and Rain (Tablets 44-49, Leiden, Brill, 2012.